# Vensat
Vensat település Franciaországban, Puy-de-Dôme megyében. Lakosainak száma 550 fő (2022. január 1.). Vensat Saint-Priest-d’Andelot, Aigueperse, Champs, Chaptuzat, Montpensier, Saint-Agoulin és Saint-Genès-du-Retz községekkel határos.

## Népesség
A település népessége az elmúlt években az alábbi módon változott:
| Lakosok száma | 465  | 495  | 504  | 505  | 510  | 523  | 528  | 530  | 550  |
|               | 2013 | 2015 | 2016 | 2017 | 2018 | 2019 | 2020 | 2021 | 2022 |